# 中 (玉名市)
中（なか）は、熊本県玉名市の大字。旧肥後国玉名郡中村、玉名郡弥富村大字中、玉名郡玉名町大字中。2022年8月31日現在の人口は2,561人、世帯数は1,239。郵便番号は865-0064。

## 地理
玉名市中央部。市内交通の中心であり、国道208号も通っている。玉名駅の西北に位置し、北部を中尾、東部を岩崎・亀甲及び松木、南部を六田、西部を岱明町野口、築地と接している。また南の菊池川北岸小島橋付近から下流の川沿いに細長い飛地を持ち、この飛地は北部を六田、東部を松木、菊地川を跨いだ南部を小島、西南部を小浜、西部を岱明町野口と接している。
また地内には玉名町春出1〜2区、玉名町南出1〜3区といった行政区が設置されており、これらの行政区は市立小・中学校の校区やゴミ捨ての区域などに用いられている。

## 歴史

### 沿革
- 1875年（明治8年） - 玉名郡上中村と下中村が合併し中村が成立する。
- 1889年（明治22年）4月1日 - 町村制施行により弥富村が成立。弥富村の大字となる。
- 1942年（昭和17年）5月20日 - 弥富村と高瀬町が合併、玉名町が成立。所属が玉名町となる。
- 1954年（昭和29年）4月1日 - 玉名町・築山村・滑石村・大浜町・豊水村・八嘉村・梅林村・小田村・玉名村・石貫村・月瀬村・伊倉町が合併して玉名市が発足し、所属が玉名市となる。

## 人口と世帯数
2022年（令和4年）8月31日現在の世帯数と人口は以下の通りである。
| 行政区        | 世帯数    | 人口    |
| ------------- | --------- | ------- |
| 玉名町春出1区 | 537世帯   | 1,127人 |
| 玉名町春出2区 | 249世帯   | 504人   |
| 玉名町南出1区 | 224世帯   | 473人   |
| 玉名町南出2区 | 80世帯    | 153人   |
| 玉名町南出3区 | 149世帯   | 304人   |
| 計            | 1,239世帯 | 2,561人 |

### 人口の変遷
| 統計年             | 統計年 | 人口  | 人口 |
| ------------------ | ------ | ----- | ---- |
| 1995年（平成7年）  | [ 5 ]  | 2,863 |      |
| 2000年（平成12年） | [ 6 ]  | 2,884 |      |
| 2005年（平成17年） | [ 7 ]  | 2,804 |      |
| 2010年（平成22年） | [ 8 ]  | 2,845 |      |
| 2015年（平成27年） | [ 9 ]  | 2,832 |      |
| 2020年（令和2年）  | [ 10 ] | 2,638 |      |

## 小・中学校の学区
市立小・中学校に通う場合、学区は以下の通りとなる。
| 番地 | 小学校               | 中学校             |
| ---- | -------------------- | ------------------ |
| 全域 | 玉名市立玉名町小学校 | 玉名市立玉名中学校 |

## 交通

### 鉄道
- JR九州鹿児島本線玉名駅 - 地内に所在。

### 道路
- 国道208号
- 熊本県道112号長洲玉名線
- 熊本県道165号玉名停車場立願寺線
- 熊本県道347号寺田岱明線

また、飛地には熊本県道113号玉名植木線が通っている。

### 高速道路
地内に高速道路は存在しないが、九州自動車道菊水ICまたは南関ICが最寄インターチェンジにあたる。

## 施設
- 公立玉名中央病院
- 玉名郵便局
- ハローワーク玉名

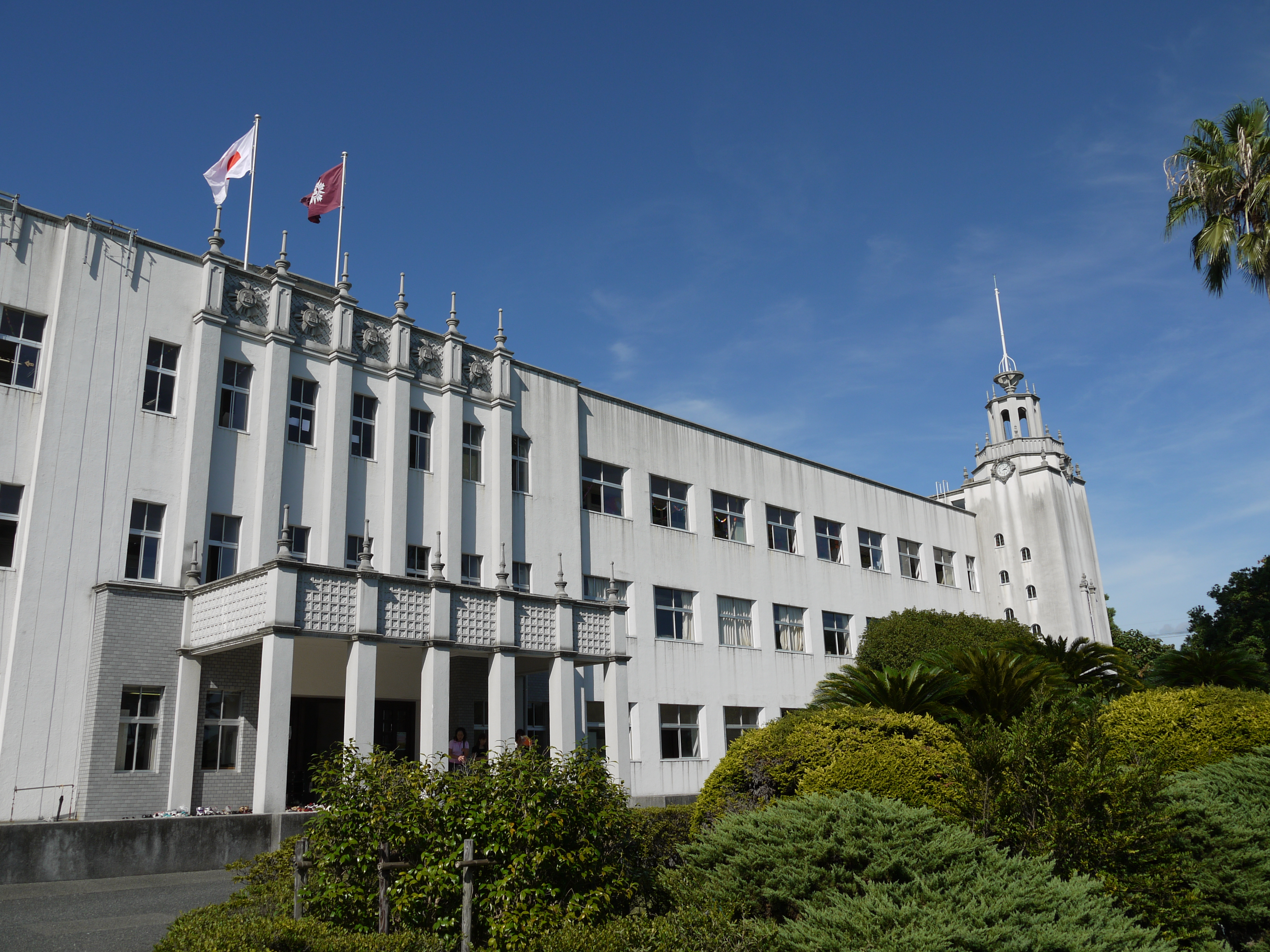
熊本県立玉名高等学校・附属中学校
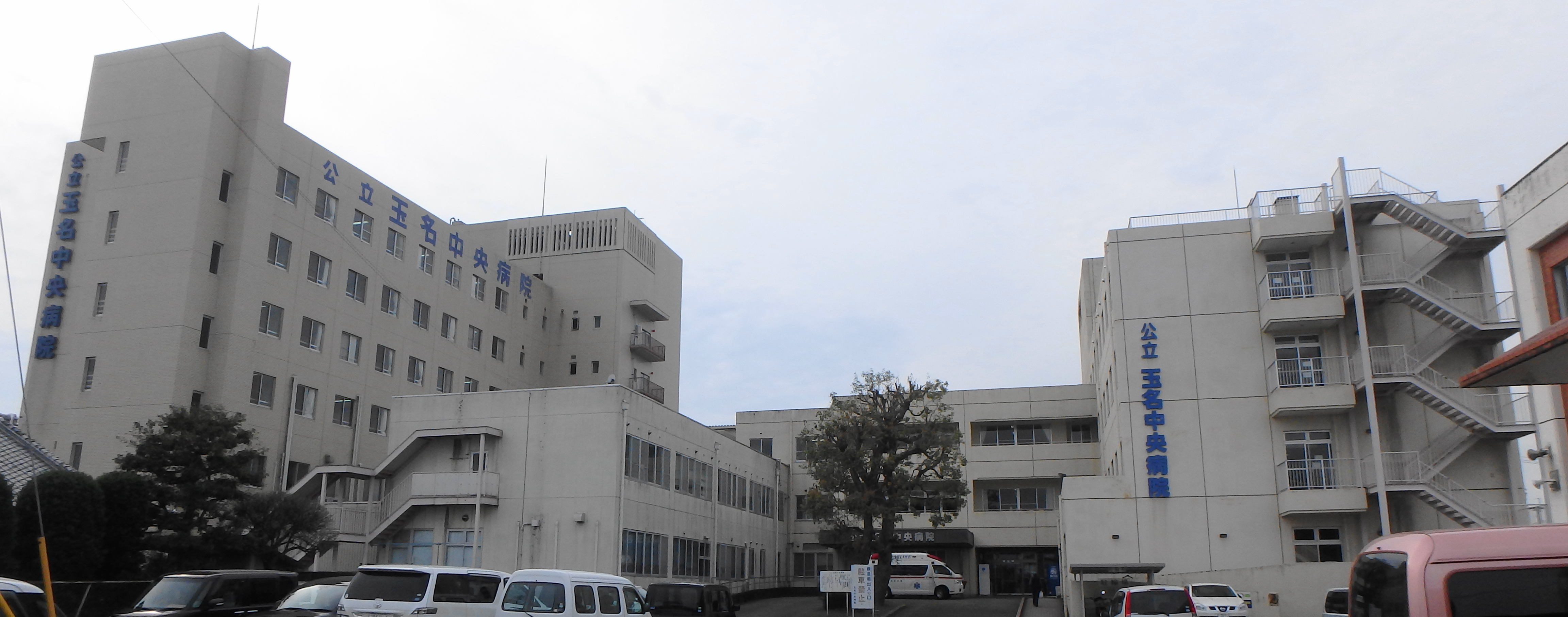
公立玉名中央病院

- 熊本県立玉名高等学校・附属中学校
- 公立玉名中央病院

## 文化財

### 国指定
一覧は指定文化財一覧に拠る。
- 熊本県立玉名高等学校 本館、前庭池、正門 - それぞれ登録有形文化財（建造物）に登録されている。

### 市指定
- 慶専寺宝塔群 - 登録有形文化財（建造物）。